# Vincent-Gaspard de Rochemore
Vincent-Gaspard-Pierre de Rochemore, né le 20 mars 1711 à Toulon et mort le 7 mai 1762 à Paris est un écuyer, commissaire général de la marine à Rochefort et ordonnateur de la Louisiane française.

## Biographie
Vincent-Gaspard de Rochemore est le frère du vicomte Henri de Rochemore. Après des études à l'université d'Avignon, Vincent-Gaspard de Rochemore entra dans la carrière maritime et devint un officier de marine français du XVIIIe siècle et servit dans la Marine royale pour terminer sa carrière comme lieutenant général des armées navales ad honores.
Il se maria le 15 juillet 1748 à Rochefort avec Marie Madeleine Gaston, décédée après 1765 avec qui il aura deux fils, François Gaspard Philippe de Rochemore, guillotiné lors de la période de La Terreur (1751-1794) et Louis Pierre Gaston de Rochemore, mort à la guerre (1755-1782).
Vincent-Gaspard de Rochemore fut nommé commissaire de la marine à Rochefort, puis à Marseille. En 1745, il arriva en Louisiane française et demanda au gouverneur de l'époque, Pierre de Rigaud de Vaudreuil, d'entrer dans cette colonie louisianaise comme commissaire, mais on déclina son offre et il repartit pour la France.
En 1757, il est promu commissaire général. Peu après, il est nommé ordonnateur de la Louisiane française. Il navigua à bord du Fortune et débarqua en 1758, à la Nouvelle-Orléans, en tant que commissaire général de la Marine et ordonnateur de Louisiane française. Vincent-Gaspard de Rochemore exigea, par un arrêté, que la production de la monnaie de carte soit suspendue, mais en vain. L'usage de la monnaie de carte perdura jusqu'à la fin du mandat français sur la Louisiane, soit vers 1763. Installé à la Nouvelle-Orléans, il s'opposa rapidement au gouverneur de la Louisiane Louis Billouart de Kerlerec. Chacun accusant l'autre de corruption. Le gouverneur Kerlérec fait rappeler en France son nouvel ordonnateur ainsi que deux autres opposants, Antoine Philippe de Marigny de Mandeville, né au Fort Louis de la Mobile et officier de la Marine ainsi que le trésorier royal Jean-Baptiste d'Estrehan Honoré de Beaupré. Vincent-Gaspard de Rochemore usa de son influence en France pour discréditer le gouverneur Kerlérec, qui à son tour sera destitué de son mandat de gouverneur et rappelé en France. Il sera remplacé par Jean-Jacques Blaise d'Abbadie.
Après sa mort, survenue à Paris en mai 1762, son épouse publia un mémoire en 1765 intitulé : "Mémoire concernant le feu sieur de Rochemore, commissaire général de la marine, ordonnateur à la Louisiane. Contre le sieur de Kerlérec, gouverneur de la même colonie",.